# Comuna Mîkolaiivka, Șîreaieve
Mîkolaiivka (în ucraineană Миколаївка) este o comună în raionul Șîreaieve, regiunea Odesa, Ucraina, formată din satele Iarove, Mîkolaiivka (reședința) și Novopavlivka.

## Demografie
Componența lingvistică a comunei Mîkolaiivka
     Ucraineană (98,53%)
     Alte limbi (1,33%)
Conform recensământului din 2001, majoritatea populației comunei Mîkolaiivka era vorbitoare de ucraineană (98,53%), existând în minoritate și vorbitori de alte limbi.